# Алга (родник)
Алга — минеральный источник в Давлекановском районе Башкортостана, гидрологический памятник природы (с 1965 г.). В 2014 году реорганизован в состав природного парка Аслы-Куль.
Сульфатно-кальциевый источник Алга наиболее типичный среди родников Аслыкульской группы, один из трех известных минеральных источников вблизи озера Асликуль на юго-западном его берегу. Источник выходит на поверхность на дне лога, откуда стекает в озеро. В окрестностях родника по р. Аслы-Удряк — урема, состоящая из ивы, черемухи, шиповника и др., где гнездятся утки. Пышная травянистая растительность, как в логу по роднику Алга, так и в пойме р. Аслы-Удряк. В 300 метрах — д. Алга, чуть далее Янги-Турмуш.
Образование минеральной воды связано с гипсоносными породами Кунгурского яруса. По типу вода родника относится к слабоминерализованным сульфатно-кальциевым водам.
Источник относится к особо охраняемым природным территориям России как имеющий важное научное значение.